# 萊昂內爾·德·羅斯柴爾德
莱昂内尔·内森·德·罗斯柴尔德（英語：Lionel Nathan de Rothschild，1808年11月—1879年6月）是19世纪英国的一名政治家和银行家，他是罗斯柴尔德家族创始人迈耶·阿姆谢尔·罗斯柴尔德的孙子。

## 生平
莱昂内尔·内森·德·罗斯柴尔德于1808年11月22日出生于英国伦敦，他是内森·迈耶·罗斯柴尔德和汉娜·巴伦特·科恩的儿子，罗斯柴尔德家族创始人迈耶·阿姆谢尔·罗斯柴尔德的孙子。
莱昂内尔·内森·德·罗斯柴尔德早年曾就读于德国哥廷根大学。后辗转于伦敦、巴黎和法兰克福的几个家族企业，担任学徒。1836年，他在法兰克福的一个家族聚会上被正式吸纳为家族合伙人。
1847年，莱昂内尔·内森·德·罗斯柴尔德当选为伦敦市选区的英国下议院议员，由于英国国会议员的宣誓誓词是基督教格式的，受制于犹太人的宗教信仰，他不得发基督教的誓言，这使得他无法进入英国国会。英国首相约翰·罗素专门为此事向国会提出了《犹太人解脱法案》，该法案在英国下议院获得通过但在1848年和1849年被英国上议院否决了两次。在1849年《犹太人解脱法案》再次被英国上议院否决后，莱昂内尔·内森·德·罗斯柴尔德辞去了他英国下议院议员的职位，并随后参加了一次补选以加强他的诉求。
1850年，他进入英国下议院进行议员就职宣誓，基于自己的犹太教信仰，他要求在宣誓时只使用《旧约圣经》，但是念到“基于一个基督徒的真诚信念之上”这一段誓词时他选择了离开。
1851年，英国上议院否决了可以让有犹太教信仰国会议员使用删节版圣经的法案。莱昂内尔·内森·德·罗斯柴尔德在1852年的英国大选中又获得了英国下议院议员的职位，但在同一年，英国上议院再一次否决了可以让有犹太教信仰国会议员使用删节版圣经的法案。
1858年，英国上议院允许上议院和下议院的议员们使用不同的宣誓方式，莱昂内尔·内森·德·罗斯柴尔德得以进入英国下议院，他用“耶和华保佑我吧”取代了议员的充满基督教风味宣誓词，他成为了英国国会的第一个犹太裔议员。在1859年和1865年的英国大选中，他再次当选为下议院议员，但是在1868年的选举中失败了，1869年他再次当选为下议院议员，但是在1874年再一次失败。
1868年莱昂内尔·内森·德·罗斯柴尔德被提名为英国上议院议员的人选，但是维多利亚女王因为他是一个犹太人而否决了这项提案。英国王室对外宣称英国王室是因为莱昂内尔·内森·德·罗斯柴尔德的商业活动而否决了他成为上议院议员的提案，但是只有很少人相信这一点。
1879年6月3日，莱昂内尔·内森·德·罗斯柴尔德因为心脏病去世，他被埋在威尔斯登犹太公墓。

## 家庭
1836年，莱昂内尔·内森·德·罗斯柴尔德娶了自己堂妹——即他的二叔卡尔·迈耶·冯·罗斯柴尔德的女儿夏洛特·冯·罗斯柴尔德，两人有5个子女：
- 利奥诺拉·德·罗斯柴尔德（女儿，1837年-1911年）
- 艾弗林娜·德·罗斯柴尔德（女儿，1839年-1866年）
- 内森·迈耶·罗斯柴尔德（儿子，1840年-1915年）
- 阿尔弗雷德·查尔斯·法赫尔·德·罗斯柴尔德（儿子，1842年-1918年）
- 利奥波德·德·罗斯柴尔德（儿子，1845年-1917年）